# Hypäs
Hypäs eller Hypäsjärvi är en sjö i Finland. Den ligger i kommunen Suomussalmi i landskapet Kajanaland, i den nordöstra delen av landet, 600 km norr om huvudstaden Helsingfors. Hypäs ligger 217,8 meter över havet. Den ligger vid sjöarna Riitalampi och Hossanjärvi. Den är 9,4 meter djup. Arean är 61,5 hektar och strandlinjen är 4,23 kilometer lång. Sjön  ingår i Uleälvens huvudavrinningsområde. 